# Tanyana guynaensis
Tanyana guynaensis är en skalbaggsart som beskrevs av Zdzisława Stebnicka 2003. Tanyana guynaensis ingår i släktet Tanyana och familjen Aphodiidae. Inga underarter finns listade i Catalogue of Life.